# Sing, Sing, Sing (With a Swing)
Sing, Sing, Sing (With a Swing) es una canción de 1936, con música y letra de Louis Prima, quien la grabó por primera vez con la New Orleans Gang. Brunswick Records la publicó el 28 de febrero de 1936 en formato de disco de 78 rpm, con "It's Been So Long" como cara B. La canción se identifica con la época de las big bands y el swing. Varios han interpretado la pieza como instrumental, entre ellos Fletcher Henderson, siendo la más famosa la grabada por el clarinetista Benny Goodman.
Goodman grabó su versión en Hollywood el 6 de julio de 1937, con una orquesta en la que figuraban, además del propio Goodman al clarinete, Gene Krupa a la batería, Harry James, Ziggy Elman y Chris Griffin a las trompetas; Red Ballard y Murray McEachern a los trombones, Hymie Schertzer y George Koenig a los saxos altos, Art Rollini y Vido Musso al saxo tenor, Jess Stacy al piano, Allan Reuss a la guitarra, y Harry Goodman al bajo. 
A diferencia de la mayoría de los arreglos para big band de la época, cuya duración se limitaba a tres minutos, para poder grabarlos en una cara de un disco estándar de 25 centímetros y 78 rpm, los arreglos de Jimmy Mundy resultaron en una obra más extensa que duraba 8 minutos y 43 segundos y ocupaba las dos caras de un 78rpm de 30 centímetros. En el legendario concierto de Benny Goodman en el Carnegie Hall de 1938, los solos improvisados por sus músicos crearon una extraordinaria interpretación de 12 minutos y 30 segundos. 

## Otras Grabaciones

### En cine
- En la película de 1936 Ella, él y Asta dirigida por W. S. Van Dyke.
- En la película de 1937 Hollywood Hotel dirigida por Busby Berkeley.
- En la película biográfica de 1955 The Benny Goodman Story dirigida por Valentine Davies.
- En la película de 1979 All That Jazz, dirigida por Bob Fosse, la canción fue interpretada por Roy Scheider.
- En la película de 1980 They All Laughed, dirigida por Peter Bogdanovich.
- En la película de 1981 American Pop (1981), dirigida por Ralph Bakshi.
- En la película de 1986 Power, dirigida por Sidney Lumet.
- En la película de 1988 Big Business dirigida por Jim Abrahams.
- En la película de 1988 Waxwork dirigida por  Anthony Hickox.
- En la película de 1989 Historias de Nueva York, en el episodio dirigido por Woody Allen.
- En la película de 1990 Awakenings dirigida por Penny Marshall.
- En la película de 1993 Rebeldes del swing dirigida por Thomas Carter.
- En la película de 1993 Misterioso asesinato en Manhattan dirigida por Woody Allen.
- En la película de 1994 The Mask protagonizada por Jim Carrey, dirigida por Chuck Russell.
- En la película de 1995 Casino dirigida por Martin Scorsese.
- En la película de 1997 Tower of Terror dirigida por D. J. MacHale.
- En la película de 1997 Deconstructing Harry dirigida por Woody Allen.
- En la película de 1999 Girl on the Bridge, dirigida por Patrice Leconte.
- En la película de 2000 Pollock dirigida por Ed Harris.
- En la película de 2002 Below dirigida por David Twohy.
- En la película de 2002 La Leggenda di Al, John e Jack dirigida por Aldo, Giovanni & Giacomo.
- En la película de 2002 Gangs of New York dirigida por Martin Scorsese.
- En la película de 2003 Bright Young Things dirigida por Stephen Fry.
- En la película japonesa de 2004 Swing Girls de Shinobu Yaguchi.
- En la película de 2008 Leatherheads dirigida por George Clooney.
- En la película de 2009 Me and Orson Welles dirigida por Richard Linklater.
- En la película de 2008 Bart Got a Room dirigida por Brian Hecker
- En el tráiler de la película de 2011 The Artist.
- En la película de 2014 Betibú dirigida por Miguel Cohan.
- En la película de 2016 Aliados dirigida por Robert Zemeckis.

### En televisión
- Chto Gde Kogda (1975–presente).
- Cinescape, un programa de la televisión peruana
- En el programa de televisión española Sé lo que hicisteis
- En la película hecha para televisión del año 2007 Molly: An American Girl on the Home Front
- En el comercial de 1992 de las galletias Nabisco Chips Ahoy!
- En la serie The Simpsons en los episodios "Lady Bouvier's Lover" (1994), "Make Room for Lisa" (1999), "Simpsons Christmas Stories" (2005), "Coming to Homerica" (2009) y "Flaming Moe" (2011).
- En el documental de 1994 de Ken Burns' Baseball, en el episodio "The Sixth Inning"
- Everybody Loves Raymond episodio "Dancing with Debra" (1999, season 3)
- 3rd Rock from the Sun episodio "Shall We Dick"
- Gilmore Girls episodio "They Shoot Gilmores, Don't They?"
- The Sopranos episodio "Remember When"
- Malcolm in the Middle episodio "Dewey's Special Class"
- Agatha Christie's Poirot episodio The Mystery of the Blue Train
- Carnivàle episodio "The Road to Damascus"
- Fame episodio "Come One, Come All" (1982)
- M*A*S*H en el  episodio "Showtime" (1973)
- Chips Ahoy commercials (1990s-2000s)
- En la serie de televisión The O.C. en el episodio The Gamble (2003, temporada 1)
- En la serie de televisión Glee en el episodio "Mash-Up (2009, temporada 1)
- En la serie de televisión ''Step by Step en el episodio "The Case of the Missing Diary" (1994, temporada 3)
- America's Best Dance Crew en el episodio "Champions for Charity", Quest Crew
- En el comercial de GE.
- The Golden Girls episodio "One For the Money".
- Dead to me episodio noveno de la primera temporada, titulado "I have to be honest".

- Datos: Q1202536